# Графтон (Илиноис)
Графтон (енгл. Grafton) град је у америчкој савезној држави Илиноис. По попису становништва из 2010. у њему је живело 674 становника.

## Демографија
Према попису становништва из 2010. у граду је живело 674 становника, што је 65 (10,7%) становника више него 2000. године.
| Група             | 2000.       | 2010.       |
| Белци             | 597 (98,0%) | 632 (93,8%) |
| Афроамериканци    | 1 (0,2%)    | 5 (0,7%)    |
| Азијати           | 0 (0,0%)    | 4 (0,6%)    |
| Хиспаноамериканци | 6 (1,0%)    | 14 (2,1%)   |
| Укупно            | 609         | 674         |